# Enrique XLIV de Reuss-Köstritz

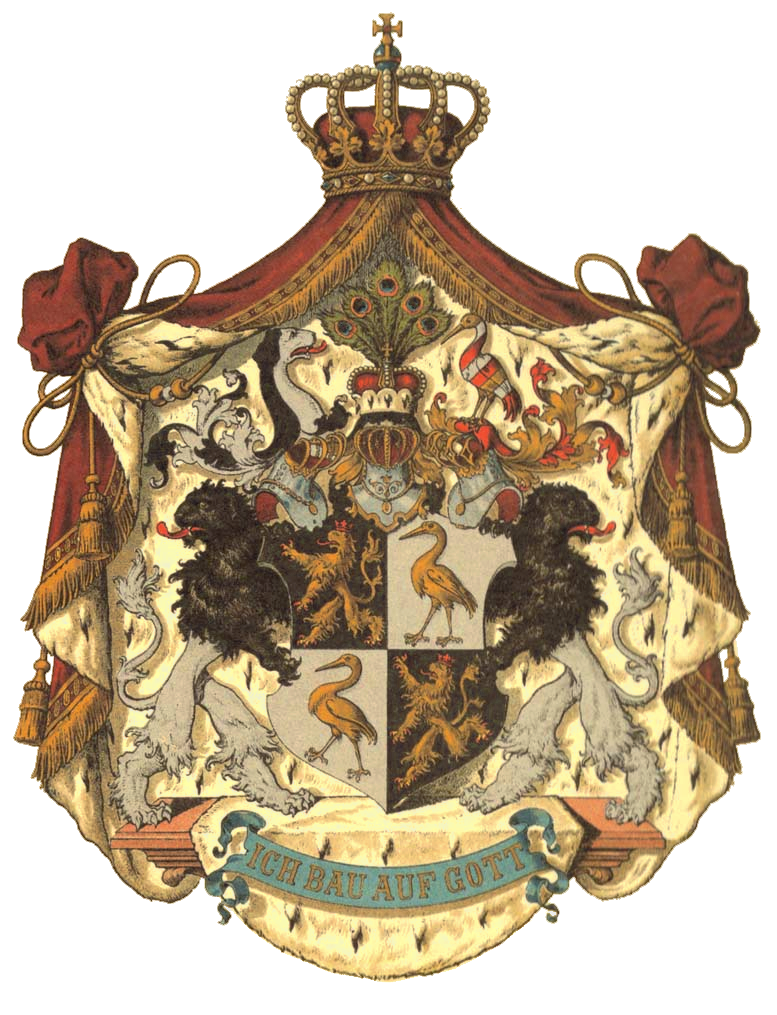
Escudo de armas de Reuss-Köstritz

Enrique XLIV de Reuss-Köstritz (en alemán: Heinrich XLIV von Reuß-Köstritz; 20 de abril de 1753, Berlín - 3 de julio de 1832, Tschebekhov) de la Casa de Reuss fue un príncipe, no gobernante, de la línea joven de Reuss-Köstritz.

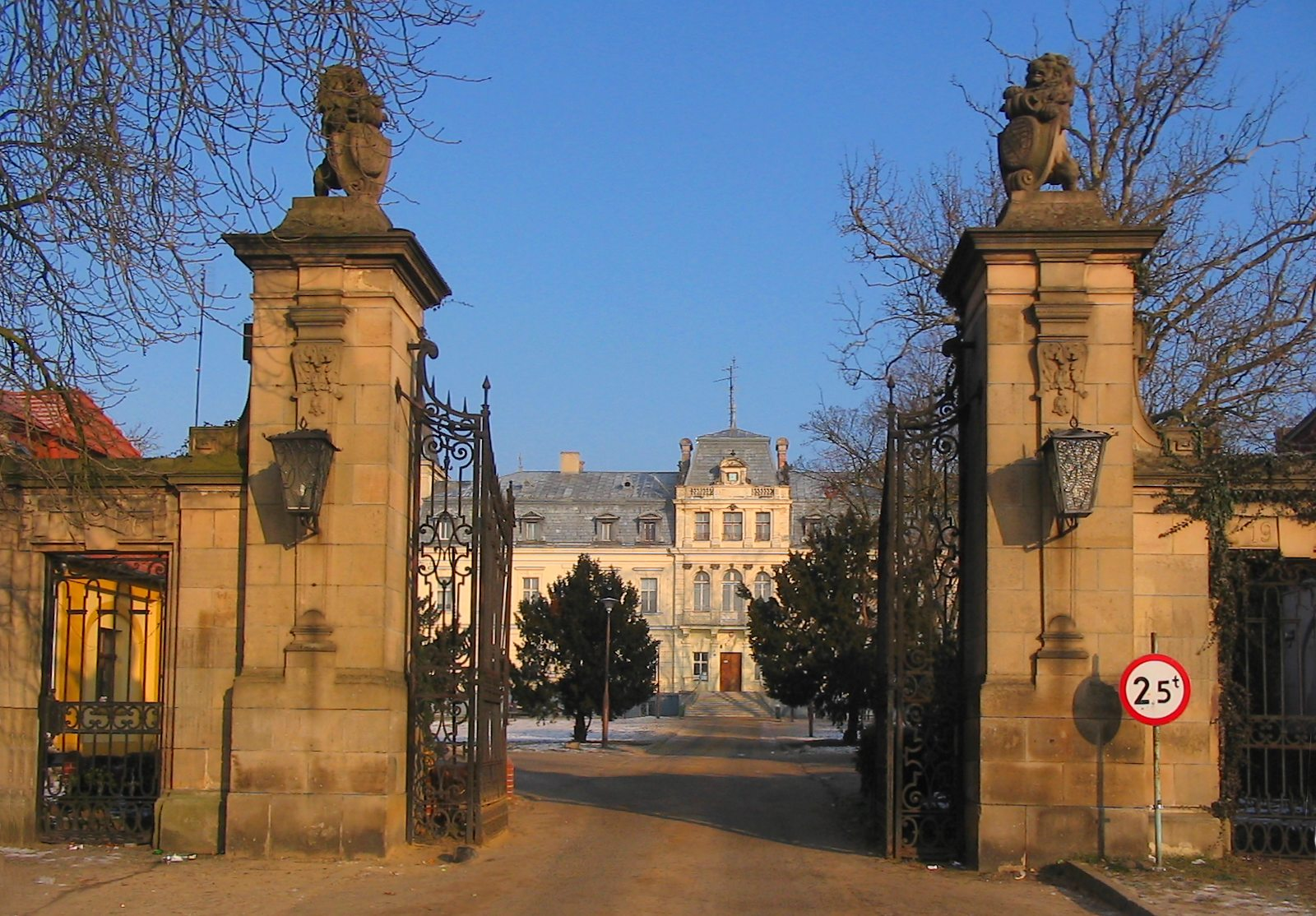
Castillo de Tschebeknov, lugar en donde murió Enrique XLIV

## Familia
Fue el quinto hijo del conde Enrique IX de Reuss-Köstritz (1711-1780) y de su esposa la condesa Amalia Esperanza de Wartensleben-Flodrof (1715-1787), hija del conde Carlos Sofronio Felipe de Wartensleben-Flodrof (1680-1751) y de la Condesa Juana Margarita Huissen van Catendijke von Flodrof (1691-1724).
Su hijo, el príncipe Enrique LXIII de Reuss-Köstritz (1786-1841), fue abuelo de la princesa Leonor de Bulgaria (1860-1917), esposa desde 1908 del rey Fernando I de Bulgaria (1861-1948).

## Matrimonio y descendencia
Enrique XLIV se casó el 11 de septiembre de 1783 en Berlín con la baronesa Guillermina von Goyder (19 de noviembre de 1755-17 de diciembre de 1790), hija de Freiherr Federico Christoph von Goyder (1710-1770) y Juana Wilhelmina von Bredow (1729-1758). Tuvieron cuatro hijos:
- Enrique LX de Reuss-Köstritz (4 de julio de 1784, Berlín - 7 de abril de 1833, Dresde), príncipe, casado el 2 de mayo de 1819 en Carolat con la princesa Dorotea de Schoenaich-Carolat (16 de noviembre de 1799-5 de octubre de 1848).
- Enrique LXIII de Reuss-Köstritz (17 de junio de 1786-27 de septiembre de 1841), primer príncipe de Reuss-Köstritz. Se casó el 21 de febrero de 1819 en Wernigerode con la condesa Leonor de Stolberg-Wernigerode (26 de septiembre de 1801-14 de marzo de 1827); contrajo segundo matrimonio el 11 de mayo de 1828 en Wernigerode con la condesa Carolina de Stolberg-Wernigerode (16 de diciembre de 1806 - 26 de agosto de 1896); es abuelo de la princesa Leonor de Bulgaria (1860-1917), esposa desde 1908 del rey Fernando I de Bulgaria (1861-1948).
- Enrique LXVI de Reuss (11 de junio de 1788, Berlín - 20 de julio de 1788, Berlín), Conde
- Un hijo muerto (8 de diciembre de 1790)

Enrique XLIV de Reuss-Köstritz se casó por segunda vez el 12 de mayo de 1792 en Falkenburg, cerca de Maastricht, con Frauin Augusta Riedesel zu Eisenbach (9 de agosto de 1771-21 de noviembre de 1905), hija de Freiherr Federico Adolfo Riedesel zu Eisenbach (1738-1800) y de Federica Carlota Luisa de Massow en 1746. Tuvieron cinco hijos:
- Enrique LXX, Príncipe de Reuss (23 de abril de 1793, Berlín - 4 de agosto de 1821, Trebschen)
- Augusta Federica de Reuss-Köstritz (3 de agosto de 1794-13 de julio de 1855, Köthen), casada el 18 de mayo de 1819 en Trebschen con el duque Enrique de Anhalt-Köthen (30 de julio de 1778-23 de noviembre de 1847)
- Carolina Isabel Adolfina Luisa de Reuss-Köstritz (8 de noviembre de 1796, Braunschweig - 20 de diciembre de 1828, Saabor), casada el 25 de agosto de 1817 en Schönsdorf con el príncipe Federico Guillermo Carlos de Schönich-Carolat (29 de octubre de 1790, Carolat - 21 de noviembre de 1859, Saabor), medio hermano de Doroteea de Schönich-Carolat, hijo del tercer príncipe Enrique Carlos Erdmann de Carolat-Boiten (1759-1817) y de su primera esposa, la princesa Amalia de Sajonia-Meiningen, Duquesa de Sajonia (1762-1798)
- Enrique LXXIV de Reuss-Köstritz (1 de noviembre de 1798-22 de febrero de 1886), príncipe, se casó el 14 de marzo de 1825 en Weisstein, Silesia, con la condesa Clementina de Reichenbach (20 de febrero de 1805-10 de junio de 1849), y en segundas nupcias el 13 de septiembre de 1855 en Ilsenburg con la condesa Leonor de Stolberg-Wernigerode (20 de febrero de 1835, Gedern - 18 de septiembre de 1903, Ilsenburg)